# Тамара Горіха Зерня
Тамара Анатоліївна Дуда, псевдонім Тамара Горіха Зерня (5 січня 1976, Київ) — українська письменниця, перекладачка та волонтерка. Лауреатка Національної премії України імені Тараса Шевченка 2022 року. Авторка роману «Доця» (2019), відзначеного як книга року BBC. Тамара Дуда відома своєю волонтерською діяльністю.

## Біографія
Народилася в Києві, а дитинство провела в м. Глухів на Сумщині. 1992 року закінчила Український гуманітарний ліцей. 1993 року вступила до Інституту журналістики Київського університету, захистила диплом 1998 року. З 2003 до 2005 навчалася в Київському міжнародному університеті. Понад 20 років перекладає економічні тексти з англійської.
З 2014 року Тамара Дуда була волонтеркою у зоні АТО. За волонтерську діяльність була відзначена грамотою мера Києва. Розлучена, має трьох дітей.
«Доця» — перший роман письменниці. Він вийшов у видавництві «Білка» українською та англійською мовами. Події в книзі відбуваються 2014 року під час російсько-української війни на сході України. Заплановано екранізувати роман.
У 2021 році у видавництві «Білка» вийшов другий роман Тамари Горіха Зерня «Принцип втручання», а жанром — детектив. Головна героїня Станіслава втратила на російсько-українській війні чоловіка, і єдиною розрадою для неї стала робота. На прохання знайомої вирушає у місто свого дитинства на Черкащину, де і розгортаються основні сюжетні події.
У 2021 році Тамара Горіха Зерня з романом «Доця» номінована на здобуття Національної премії України імені Тараса Шевченка 2022 року у номінації «Література». Твір був допущений до участі у другому турі конкурсу і переміг.
У 2025 році у видавництві "Білка" вийшов роман "Шептуха". 

## Родина
Мама Марія Адамівна Негрійко народилася в с. Сваркове Глухівського району (з 2017 р. — у складі Шалигинської селищної ради) на Сумщині.
Донька Марія Воротило  — вчителька історії, блогерка, дружина офіцера ЗСУ Євгена Воротило 

## Відзнаки
- Лауреатка Національної премії України імені Тараса Шевченка 2022 року за роман «Доця»[12].

## Творчість
- роман «Доця» (2019) — один із перших художніх творів про війну на Донбасі, а також Глухів — одне з найстаріших міст України, яке в 1708—1764 роках було столицею Гетьманщини[4].